# Associazione Sportiva Roma 1943-1944
Questa voce raccoglie le informazioni riguardanti l'Associazione Sportiva Roma nelle competizioni ufficiali della stagione 1943-1944.

## Stagione
A causa della difficile situazione in cui versa il Paese, spaccato in due a causa degli eventi del secondo conflitto mondiale, la Federazione decide per la sospensione dell'attività calcistica a livello nazionale, rimpiazzata quindi da vari tornei a carattere regionale e non sempre riconosciuti ufficialmente.
Alcune squadre romane si organizzano in un torneo locale dando vita al Campionato romano di guerra. Molti giocatori della rosa giallorossa devono abbandonare la squadra e tornare nelle loro città (come ad esempio il trequartista Coscia che torna a Milano e gioca con l'Ambrosiana-Inter) o nei loro paesi di origine (Pantò torna in Argentina), pertanto la squadra si trova composta da soli giocatori romani. Sulla panchina giallorossa siede Masetti che continua a giocare anche alcune partite. La squadra arriva seconda, imbattuta, nel Campionato romano di guerra 1943-1944 alle spalle della Lazio.

## Divise
La divisa primaria è costituita da maglia rossa con collo a V giallo, pantaloncini bianchi, calze rosse bordate di giallo; in trasferta viene usata una maglia bianca con banda giallorossa orizzontale, pantaloncini rossi e calzettoni rossi bordati di giallo. I portieri hanno una maglia grigia con colletto a polo, pantaloncini neri e calzettoni rossi bordati di giallo.
| Casa | Trasferta | Portiere |

## Organigramma societario
Di seguito l'organigramma societario.
Area direttiva
- Presidente: Edgardo Bazzini

Area tecnica
- Allenatore: Guido Masetti

## Rosa
Di seguito la rosa.
| N. |                   | Ruolo | Calciatore      |
| -- | ----------------- | ----- | --------------- |
|    | Italia (bandiera) | P     | Giacomo Blason  |
|    | Italia (bandiera) | P     | Guido Masetti   |
|    | Italia (bandiera) | P     | Luciano Casadei |
|    | Italia (bandiera) | D     | Sergio Andreoli |
|    | Italia (bandiera) | D     | Renato Pastori  |
|    | Italia (bandiera) | D     | Arvisto Ferioli |
|    | Italia (bandiera) | D     | Luigi Milano    |
|    | Italia (bandiera) | C     | Edmondo Mornese |
|    | Italia (bandiera) | C     | Paolo Jacobini  |
|    | Italia (bandiera) | C     | Ermes Borsetti  |

| N. |                    | Ruolo | Calciatore               |
| -- | ------------------ | ----- | ------------------------ |
|    | Italia (bandiera)  | C     | Alfredo Guadagnoli       |
|    | Italia (bandiera)  | C     | Claudio Matteini         |
|    | Albania (bandiera) | C     | Naim Krieziu             |
|    | Italia (bandiera)  | C     | Oreste Roccasecca        |
|    | Italia (bandiera)  | C     | Giuseppe Salvioli        |
|    | Italia (bandiera)  | C     | Enrico Schiavetti        |
|    | Italia (bandiera)  | A     | Amedeo Amadei (Capitano) |
|    | Italia (bandiera)  | A     | Enzo Cozzolini           |
|    | Italia (bandiera)  | A     | Mario Forlivesi          |
|    | Italia (bandiera)  | A     | Nicola Fusco             |

## Calciomercato
Di seguito il calciomercato.
| Acquisti | Acquisti          | Acquisti    | Acquisti   |
| R.       | Nome              | da          | Modalità   |
| -------- | ----------------- | ----------- | ---------- |
| D        | Renato Pastori    | Padova      | prestito   |
| D        | Arvisto Ferioli   | ?           | prestito   |
| D        | Luigi Milano      | Napoli      | prestito   |
| C        | Oreste Roccasecca | VV.FF. Roma | prestito   |
| C        | Enrico Schiavetti | -           | svincolato |
| A        | Nicola Fusco      | Alba Roma   | prestito   |

| Cessioni | Cessioni              | Cessioni         | Cessioni      |
| R.       | Nome                  | a                | Modalità      |
| -------- | --------------------- | ---------------- | ------------- |
| P        | Ippolito Ippoliti     | Juventus Roma    | prestito      |
| P        | Fosco Risorti         | Montecatini      | prestito      |
| D        | Mario Acerbi          | Pavia            | prestito      |
| D        | Luigi Brunella        | Juventus         | prestito      |
| D        | Luigi Nobile          | -                | fine carriera |
| C        | Giuseppe Bonomi       | Atalanta         | prestito      |
| C        | Renato Cappellini     | -                | svincolato    |
| C        | Aristide Coscia       | Ambrosiana-Inter | prestito      |
| C        | Vittorio Dagianti     | -                | svincolato    |
| C        | Luigi Di Pasquale     | Udinese          | prestito      |
| C        | Mario De Grassi       | -                | prestito      |
| C        | Aldo Donati           | -                | svincolato    |
| C        | Gisleno Santunione    | Modena           | prestito      |
| C        | Oreste Roccasecca     | VV.FF. Roma      | prestito      |
| A        | Cesare Benedetti (I)  | Biellese         | definitivo    |
| D        | Cesare Benedetti (II) | Treviso          | prestito      |
| A        | Miguel Ángel Pantó    | -                | svincolato    |

## Risultati

### Campionato romano di guerra

#### Girone di andata
| Arbitro: | Colizza |

|                 |           |  |
| Amadei 44’, 87’ | Marcatori |  |

| Roma 11 dicembre 1943, ore 14:30 2ª giornata                         | Tirrenia  | 1 – 2 referto         | Roma | Stadio Nazionale del PNF |
| \| \| \| \| \| Colaneri 12’ \| Marcatori \| 55’ Krieziu 72’ Fusco \| |           |                       |      |                          |
|                                                                      |           |                       |      |                          |
| Colaneri 12’                                                         | Marcatori | 55’ Krieziu 72’ Fusco |      |                          |

| Arbitro: | Garcea |

|                                           |           |  |
| Centomini 17’ (aut.) Amadei 33’, 63’, 75’ | Marcatori |  |

| Arbitro: | Riselli |

|                     |           |                                                                       |
| Zaccaria 40’ (rig.) | Marcatori | 15’, 24’, 27’, 49’, 77’ Amadei 55’ Fusco 67’ Cozzolini 89’ Roccasecca |

| Arbitro: | Baldani |

|                        |           |                          |
| Amadei 58’, 82’ (rig.) | Marcatori | 10’ Pisani 57’ Pieri III |

| Arbitro: | Fois |

|            |           |           |
| Amadei 13’ | Marcatori | 9’ Manola |

| Arbitro: | Calizza (Calizza) |

|  |           |                             |
|  | Marcatori | 80’ Forlivesi 82’ Cozzolini |

| Arbitro: | Moscatelli |

|                                                  |           |                     |
| Krieziu 20’, 52’ Forlivesi 65’, 69’ Borsetti 82’ | Marcatori | 44’, 89’ Argentieri |

| Arbitro: | Fois |

|  |           |                            |
|  | Marcatori | 36’ Borsetti 85’ Forlivesi |

#### Girone di ritorno
| Arbitro: | Orlandini (Roma) |

|               |           |             |
| Stentella 21’ | Marcatori | 39’ Krieziu |

| Arbitro: | Moscatelli |

|                                              |           |                         |
| Jacobini 30’ Borsetti 49’ Cozzolini 61’, 88’ | Marcatori | 51’ Colaneri 85’ Picchi |

| Arbitro: | Calizza |

|                    |           |                                                                     |
| Ferioli 28’ (aut.) | Marcatori | 13’, 43’, 82’ Forlivesi 29’, 53’ Cozzolini 31’ Borsetti 35’ Krieziu |

| Arbitro: | Di Chiara |

|                                                        |           |  |
| Andreoli 26’, 58’ Biagioli 53’ (aut.) Krieziu 68’, 79’ | Marcatori |  |

| Arbitro: | Orlandini (Roma) |

|               |           |               |
| Pieri III 86’ | Marcatori | 57’ Forlivesi |

| Roma 7 maggio 1944, ore 15:30 15ª giornata | Lazio          | 0 – 0 referto | Roma | Stadio Nazionale del PNF\| Arbitro: \| Dattilo (Roma) \| |
| Arbitro:                                   | Dattilo (Roma) |               |      |                                                          |

| Arbitro: | Di Chiara |

|                                                     |           |                  |
| Schiavetti 4’, 29’, 31’, 76’ Borsetti 21’ Fusco 35’ | Marcatori | 52’ Di Benedetti |

| Arbitro: | Guazzaroni |

|                        |           |                                                     |
| Rossi 74’ Sabatini 80’ | Marcatori | 37’, 65’ Krieziu 54’, 71’, 86’ Amadei 82’ Cozzolini |

| Arbitro: | De Lucia |

|                                                       |           |                                 |
| Loveri 8’ (aut.) Krieziu 31’ (rig.), 62’ Salvioli 88’ | Marcatori | 19’ Bocci 66’ (rig.) Roccasecca |

## Statistiche

### Statistiche di squadra
Di seguito le statistiche di squadra.
| Competizione                | Punti | In casa | In casa | In casa | In casa | In casa | In casa | In trasferta | In trasferta | In trasferta | In trasferta | In trasferta | In trasferta | Totale | Totale | Totale | Totale | Totale | Totale | DR  |
| Competizione                | Punti | G       | V       | N       | P       | Gf      | Gs      | G            | V            | N            | P            | Gf           | Gs           | G      | V      | N      | P      | Gf     | Gs     | DR  |
| --------------------------- | ----- | ------- | ------- | ------- | ------- | ------- | ------- | ------------ | ------------ | ------------ | ------------ | ------------ | ------------ | ------ | ------ | ------ | ------ | ------ | ------ | --- |
| Campionato romano di guerra | 31    | 9       | 7       | 2       | 0       | 33      | 10      | 9            | 6            | 3            | 0            | 29           | 7            | 18     | 13     | 5      | 0      | 62     | 17     | +45 |
| Totale                      |       | 9       | 7       | 2       | 0       | 33      | 10      | 9            | 6            | 3            | 0            | 29           | 7            | 18     | 13     | 5      | 0      | 62     | 17     | +45 |

### Andamento in campionato
| Giornata  | 1 | 2 | 3 | 4 | 5 | 6 | 7 | 8 | 9 | 10 | 11 | 12 | 13 | 14 | 15 | 16 | 17 | 18 |
| --------- | - | - | - | - | - | - | - | - | - | -- | -- | -- | -- | -- | -- | -- | -- | -- |
| Luogo     | C | T | C | T | C | C | T | C | T | T  | C  | T  | C  | T  | T  | C  | T  | C  |
| Risultato | V | V | V | V | N | N | V | V | V | N  | V  | V  | V  | N  | N  | V  | V  | V  |
| Posizione | 1 | 1 | 1 | 1 | 1 | 1 | 1 | 1 | 1 | 1  | 1  | 1  | 1  | 2  | 2  | 2  | 2  | 2  |

Legenda:

Luogo: C = Casa; T = Trasferta. Risultato: V = Vittoria; N = Pareggio; P = Sconfitta.

### Statistiche dei giocatori
Desunte dalle edizioni cartacee dei giornali dell'epoca.
| Giocatore     | Campionato romano di guerra | Campionato romano di guerra |
| Giocatore     | Presenze                    | Reti                        |
| ------------- | --------------------------- | --------------------------- |
| G. Blason     | 8+                          | -7                          |
| G. Masetti    | 5+                          | -4                          |
| L. Casadei    | 3+                          | -5                          |
| S. Andreoli   | 10+                         | 2                           |
| R. Pastori    | 13+                         | 0                           |
| A. Ferioli    | 9+                          | 0                           |
| L. Milano     | 15+                         | 0                           |
| E. Mornese    | 6+                          | 0                           |
| P. Jacobini   | 16+                         | 1(-1)                       |
| A. Guadagnoli | 1+                          | 0                           |
| E. Borsetti   | 11+                         | 5                           |
| C. Matteini   | 10+                         | 0                           |
| N. Krieziu    | 17+                         | 11                          |
| O. Roccasecca | 3+                          | 1                           |
| G. Salvioli   | 13+                         | 1                           |
| E. Schiavetti | 7+                          | 4                           |
| A. Amadei     | 8+                          | 16                          |
| E. Cozzolini  | 14+                         | 7                           |
| M. Forlivesi  | 6+                          | 8                           |
| N. Fusco      | 12+                         | 3                           |

### Videografia
- Manuela Romano (a cura di), La storia della A.S. Roma (10 DVD-Video), Corriere dello Sport, Rai Trade, 2006.